# Вепр (річка)
Вепр (іноді Вепш, Вєпш пол. Wieprz) — річка у східній Польщі, права притока Вісли. Поєднана каналом із річкою Кшна. Міста на річці: Красностав, Любартів, Демблін.

## Усі притоки Вепра
- праві
  - Лабунька
  - Волиця
  - Войславка
  - Сінниця
  - Круп'янка
  - Могельниця
  - Свинка
  - Тисьмениця[1]
  - Іренка

- ліві
  - Пор
  - Жулкевка
  - Лопень
  - Бистриця
  - Мініна
  - Биліна

На річці розташоване водосховище в Неліші.